# Coppa Svizzera 2009-2010
La Coppa Svizzera 2009-2010 è iniziata nell'agosto del 2009.

## Modo
Le 10 squadre della Super League e le 15 società della Challenge League (il Vaduz non ha il diritto di partecipare poiché partecipa già alla Coppa del Liechtenstein) sono qualificate direttamente per la Coppa Svizzera. A queste società se ne aggiungono 13 della Prima Lega e 26 della Lega amatori. Queste ultime devono qualificarsi attraverso delle eliminatorie regionali.

## Preliminari

### Prima Lega

#### Primo turno
| Squadra 1       | Risultato | Squadra 2        |
| --------------- | --------- | ---------------- |
| 1-5.8.2009      |           |                  |
| Emmenbrücke     | 1 - 2     | Sciaffusa        |
| Zofingen        | 0 - 3     | Chiasso          |
| Naters          | 1 - 3     | Münsingen        |
| YF Juventus     | 4 - 2     | Höngg            |
| Tuggen          | 2 - 1     | Zugo             |
| Étoile Carouge  | 4 - 2     | Grand-Lancy      |
| Soletta         | 2 - 0     | Baulmes          |
| Breitenrain     | 1 - 3     | Meyrin           |
| Biaschesi       | 0 - 4     | Cham             |
| Urania Ginevra  | 1 - 3     | Echallens        |
| Malley          | 4 - 2     | Delémont         |
| Bulle           | 0 - 1     | Old Boys Basilea |
| Baden           | 2 - 0     | Wangen bei Olten |
| Düdingen        | 2 - 0     | Muttenz          |
| Rapperswil-Jona | 3 - 1     | Chur             |
| Bavois          | 2 - 4     | Friburgo         |
| Schötz          | 2 - 1     | Mendrisio-Stabio |
| Laufen          | 1 - 0     | Chênois          |
| Grenchen        | 3 - 0     | Martigny-Sports  |

### Seconda Lega - Seconda Lega interregionale
| Squadra 1       | Risultato | Squadra 2        |
| --------------- | --------- | ---------------- |
| 15.8.2009       |           |                  |
| Rapperswil-Jona | 3 - 0     | Delémont         |
| Sciaffusa       | 0 - 1     | Chur             |
| Schötz          | 2 - 1     | Old Boys Basilea |
| YF Juventus     | 0 - 1     | Laufen           |
| Echallens       | 2 - 1     | Zugo             |
| Baden           | 6 - 0     | Urania Ginevra   |
| Étoile Carouge  | 2 - 1     | Grenchen         |
| Münsingen       | 3 - 2     | Malley           |
| Cham            | 3 - 0     | Düdingen         |
| Soletta         | 4 - 3     | Friburgo         |
| Tuggen          | 5 - 1     | Bulle            |
| Meyrin          | 2 - 4     | Chênois          |
| Chiasso         | 3 - 2     | Höngg            |

#### Primo turno
| Squadra 1            | Risultato | Squadra 2            |
| -------------------- | --------- | -------------------- |
| 31.7.2009            |           |                      |
| Binningen            | 0 - 1     | Liestal              |
| Alle                 | 2 - 4     | Dornach              |
| Sarnen               | 1 - 2     | Red Star Zurigo      |
| Wädenswil            | 0 - 1     | Herisau              |
| Monthey              | 3 - 2     | Stade Lausanne-Ouchy |
| Plan-les-Ouates      | 5 - 6     | Terre Sainte         |
| 1.8.2009             |           |                      |
| Muttenz              | 0 - 3     | Nordstern            |
| Düdingen             | 0 - 3     | Colombier            |
| Dürrenast            | 0 - 2     | Olten                |
| Diepoldsau-Schmit.   | 2 - 1     | Berna                |
| Küsnacht             | 4 - 2     | Lyss                 |
| Brühl                | 3 - 1     | Schöftland           |
| Brugg                | 0 - 3     | Töss                 |
| Kreuzlingen          | 3 - 0     | Küsnacht             |
| Portalban/Gletterens | 6 - 2     | Bex                  |
| Sursee               | 1 - 3     | Ibach                |
| Arbon                | 2 - 1     | Goldau               |
| Kickers Lucerna      | 2 - 4     | Thalwil              |
| Montreux-Sports      | 3 - 0     | Cortaillod           |
| 2.8.2009             |           |                      |
| Herzogenbuchsee      | 2 - 4     | Moutier              |
| Perly-Certoux        | 4 - 3     | Romontois            |
| Bümpliz              | 3 - 5     | Linth 04             |
| Freienbach           | 0 - 3     | Buochs               |
| Bülach               | 0 - 2     | Seefeld Zurigo       |

#### Secondo turno
| Squadra 1           | Risultato | Squadra 2               |
| ------------------- | --------- | ----------------------- |
| 7.8.2009            |           |                         |
| Arbon               | 7 - 2     | Herisau                 |
| 8.8.2009            |           |                         |
| Serrières           | 4 - 3     | Perly-Certoux           |
| Liestal             | 1 - 2     | Linth 04                |
| Töss                | 4 - 1     | Porrentruy              |
| Racing Club Ginevra | 0 - 3     | Colombier               |
| Belfaux             | 3 - 2     | Portalban/Gletterens    |
| Buochs              | 3 - 1     | Moutier                 |
| Dornach             | 9 - 1     | Ibach                   |
| Montreux-Sports     | 1 - 0     | Terre Sainte            |
| Losone Sportiva     | 4 - 0     | SAR Rivera              |
| Gumefens/Sorens     | 1 - 0     | Signal Bernex-Confignon |
| La Tour/Le Pâquier  | 1 - 0     | Monthey                 |
| 9.8.2009            |           |                         |
| Thalwil             | 1 - 0     | Küsnacht                |
| Red Star Zurigo     | 1 - 2     | Frauenfeld              |
| Stäfa               | 0 - 2     | Subingen                |
| Nordstern           | 2 - 0     | Olten                   |
| Kreuzlingen         | 7 - 1     | Seefeld Zurigo          |
| Langenthal          | 5 - 2     | Bazenheid               |
| 11.8.2009           |           |                         |
| Diepoldsau-Schmit.  | 7 - 6     | Brühl                   |

#### Terzo turno
| Squadra 1       | Risultato | Squadra 2          |
| --------------- | --------- | ------------------ |
| 18.8.2009       |           |                    |
| Nordstern       | 0 - 1     | Töss               |
| Frauenfeld      | 5 - 1     | Dornach            |
| Serrières       | 2 - 1     | Montreux-Sports    |
| 19.8.2009       |           |                    |
| Gumefens/Sorens | 1 - 3     | La Tour/Le Pâquier |
| Subingen        | 0 - 5     | Thalwil            |
| Buochs          | 2 - 0     | Arbon              |
| Kreuzlingen     | 0 - 3     | Linth 04           |
| Colombier       | 3 - 1     | Belfaux            |
| Langenthal      | 3 - 1     | Diepoldsau-Schmit. |
| Malcantone Agno | 0 - 1     | Losone Sportiva    |

## Partecipanti alla Coppa Svizzera
| Aarau           |
| Basilea         |
| Bellinzona      |
| Grasshoppers    |
| Lucerna         |
| Neuchâtel Xamax |
| San Gallo       |
| Sion            |
| Young Boys      |
| Zurigo          |

| Bienne         |
| Gossau         |
| Kriens         |
| Le Mont        |
| Locarno        |
| Losanna        |
| Lugano         |
| Sciaffusa      |
| Servette       |
| Stade Nyonnais |
| Thun           |
| Wil            |
| Winterthur     |
| Wohlen         |
| Yverdon        |

| Baden           |
| Cham            |
| Chênois         |
| Chiasso         |
| Coira           |
| Echallens       |
| Étoile Carouge  |
| Laufen          |
| Münsingen       |
| Rapperswil-Jona |
| Schötz          |
| Soletta         |
| Tuggen          |

| Buochs             |
| Colombier          |
| Härkingen          |
| La Tour/Le Pâquier |
| Langenthal         |
| Le Locle-Sports 1  |
| Linth 04           |
| Losone Sportiva    |
| Serrières          |
| Thalwil            |
| Töss               |

| Amicitia Riehen |
| Echichens       |
| Farvagny/Ogoz 1 |
| Frauenfeld      |
| Montlingen      |
| Regensdorf 1    |
| Wängi           |
| Belp            |
| Giubiasco       |
| Zollikofen      |

| La Combe   |
| Dottikon 1 |
| Muotathal  |
| Vernier 1  |
| Witikon 1  |

## Trentaduesimi di finale
| Squadra 1          | Risultato   | Squadra 2       |
| ------------------ | ----------- | --------------- |
| 17 settembre 2009  |             |                 |
| Serrières          | 2 - 1 (dts) | Le Locle-Sports |
| 18 settembre 2009  |             |                 |
| Langenthal         | 0 - 3       | Bienne          |
| 19 settembre 2009  |             |                 |
| Witikon            | 0 - 10      | Zurigo          |
| La Combe           | 0 - 8       | Neuchâtel Xamax |
| Münsingen          | 1 - 3 (dts) | Aarau           |
| Belp               | 0 - 7       | Soletta         |
| Tuggen             | 4 - 1       | Sciaffusa       |
| Thalwil            | 0 - 4 (dts) | Wil             |
| Colombier          | 1 - 5       | Losanna         |
| Echallens          | 0 - 1       | Sion            |
| Chênois            | 0 - 4       | Servette        |
| Schötz             | 2 - 3       | Lucerna         |
| Amicitia Riehen    | 0 - 4       | Thun            |
| Baden              | 1 - 3       | Young Boys      |
| Buochs             | 1 - 6       | Kriens          |
| Zollikofen         | 1 - 2       | Härkingen       |
| Montlingen         | 0 - 4       | Lugano          |
| Regensdorf         | 1 - 3       | Rapperswil-Jona |
| Töss               | 3 - 0       | Chur            |
| La Tour/Le Pâquier | 1 - 3       | Étoile Carouge  |
| Laufen             | 2 - 3       | Wohlen          |
| Muotathal          | 3 - 1       | Dottikon        |
| Wängi              | 1 - 3       | Locarno         |
| Frauenfeld         | 0 - 8       | Winterthur      |
| Linth 04           | 2 - 1       | Gossau          |
| Chiasso            | 0 - 3       | Grasshoppers    |
| Losone Sportiva    | 1 - 4       | Bellinzona      |
| 20 settembre 2009  |             |                 |
| Cham               | 0 - 3       | Basilea         |
| Echichens          | 0 - 6       | Le Mont         |
| Vernier            | 0 - 7       | Stade Nyonnais  |
| Farvagny/Ogoz      | 0 - 3       | Yverdon         |
| Giubiasco          | 1 - 3 (dts) | San Gallo       |

## Sedicesimi di finale
| Squadra 1       | Risultato   | Squadra 2    |
| --------------- | ----------- | ------------ |
| 17 ottobre 2009 |             |              |
| Rapperswil-Jona | 4 - 1       | Wohlen       |
| Le Mont         | 1 - 3       | Basilea      |
| Kriens          | 5 - 4       | Bellinzona   |
| Zurigo          | 7 - 0       | Locarno      |
| Tuggen          | 1 - 3 (dts) | Winterthur   |
| Neuchâtel Xamax | 2 - 1       | Serrieres    |
| Étoile Carouge  | 0 - 3       | Servette     |
| 18 ottobre 2009 |             |              |
| Linth 04        | 1 - 4       | Lucerna      |
| Bienne          | 3 - 2 (dts) | Aarau        |
| Härkingen       | 1 - 3       | Soletta      |
| Lugano          | 1 - 0       | Grasshoppers |
| Thun            | 2 - 1 (dts) | Sion         |
| San Gallo       | 2 - 1       | Wil          |
| Yverdon         | 1 - 3       | Young Boys   |
| Stade Nyonnais  | 1 - 2       | Losanna      |
| 24 ottobre 2009 |             |              |
| Muotathal       | 0 - 3       | Töss         |

## Ottavi di finale
| Squadra 1        | Risultato   | Squadra 2  |
| ---------------- | ----------- | ---------- |
| 20 novembre 2009 |             |            |
| Basilea          | 4 - 2       | Zurigo     |
| 21 novembre 2009 |             |            |
| Töss             | 1 - 2       | Lucerna    |
| Rapperswil-Jona  | 3 - 5 (dts) | Bienne     |
| Servette         | 1 - 2 (dts) | San Gallo  |
| 22 novembre 2009 |             |            |
| Lugano           | 1 - 2       | Losanna    |
| Neuchâtel Xamax  | 0 - 1       | Young Boys |
| Soletta          | 2 - 4       | Kriens     |
| Winterthur       | 2 - 4 (dts) | Thun       |

## Quarti di finale
| Squadra 1 | Risultato | Squadra 2  |
| --------- | --------- | ---------- |
| Lucerna   | 1 - 4     | San Gallo  |
| Basilea   | 3 - 1     | Bienne     |
| Kriens    | 2 - 1     | Thun       |
| Losanna   | 4 - 1     | Young Boys |

| 10 dicembre 2009 | Lucerna | 1 – 4 | San Gallo |  |

| 12 dicembre 2009 | Basilea | 3 – 1 | Bienne |  |

| 13 dicembre 2009 | Kriens | 2 – 1 | Thun |  |

| 13 dicembre 2009 | Losanna | 4 – 1 | Young Boys |  |

## Semifinali
| Squadra 1 | Risultato   | Squadra 2 |
| --------- | ----------- | --------- |
| Kriens    | 0 - 1       | Basilea   |
| San Gallo | 1 - 2 (dts) | Losanna   |

| 5 aprile 2010 | Kriens | 0 – 1 | Basilea |  |

| 5 aprile 2010 | San Gallo | 1 – 2 (d.t.s.) | Losanna |  |

## Finale
| Squadra 1 | Risultato | Squadra 2 |
| --------- | --------- | --------- |
| Basilea   | 6 - 0     | Losanna   |

| Arbitro: | Sascha Kever |

| |            | |
| Valentin Stocker 28’ 75’ Xherdan Shaqiri 30’ Jacques Zoua 46’ Scott Chipperfield 52’ Benjamin Huggel 89’ | Marcatori  | |
| Franco Costanzo Samuel Inkoom (54' Reto Zanni) David Abraham Beg Ferati Behrang Safari Xherdan Shaqiri (79' Federico Almerares) Benjamin Huggel Antônio da Silva Valentin Stocker Jacques Zoua Scott Chipperfield (67' Alexander Frei) | Formazioni | Anthony Favre Nelson Borges (53' Fabian Geiser) Sébastien Meoli Baptiste Buntschu Jérôme Sonnerat Nicolas Marazzi Bertrand N'Dzomo Abdul Carrupt Rodrigo Tosi Luis Felipe Pimenta (71' Dylan Stadelmann) Gaspar (82' Nicolas Hélin) |
| Thorsten Fink | Allenatori | Arpad Soos |